# Niklaus Wirth
Pour les articles homonymes, voir Wirth.
Niklaus Emil Wirth, né le 15 février 1934 à Winterthour (canton de Zurich) et mort le 1er janvier 2024,, est un professeur d'informatique suisse, inventeur de plusieurs langages de programmation.

## Carrière
Niklaus Wirth a un diplôme d'ingénieur en électronique (Elektroingenieur) de l'École polytechnique fédérale de Zurich (EPFZ, Suisse), une maîtrise en sciences (MSc) de l'université Laval (de Québec) et un doctorat (PhD) de l'université de Californie à Berkeley (États-Unis) (son directeur était Harry Huskey).
Il est professeur-assistant à l'université Stanford de 1963 à 1967, puis à l'université de Zurich. Il devient ensuite professeur d'informatique à l'École polytechnique fédérale de Zurich.
Niklaus Wirth prend sa retraite en avril 1999.

## Distinctions
- 1984 : Prix Turing
- 1990 : Prix Max Petitpierre
- 2007 : prix d'excellence du SIGPLAN de l'ACM

## Travaux sur les langages de programmation
De 1964 à 1967, il a travaillé dans le groupe IFIP2.1 dont la tâche était d'améliorer le langage ALGOL-60. Ce qui aboutit à l'Algol 68. La proposition de Wirth était moins ambitieuse : il s'agissait seulement d'une dérivation de l'ALGOL-60 (qui fut réalisée ensuite sous le nom d'ALGOL-W).
En 1968, Wirth définit le PL360, un « assembleur de haut niveau » destiné d'abord aux IBM 360. Avec ce PL360, il réalisera son Algol W.
De 1968 à 1972, déçu par Algol X devenu Algol 68, il travaille – seul cette fois – à Zurich sur son langage Pascal, basé sur ses travaux précédents de l'ALGOL-W.
Pascal se veut didactique, simple, clair, efficace. Au plan didactique, il s'agit de privilégier l'analyse. Pour la clarté, il se rallie à la programmation structurée. Pour l'efficacité (dont Algol 60 put manquer), il privilégie les mécanismes statiques, et ce qui permet la compilation en une passe (la déclaration précède toujours l'emploi).
Wirth écrit avec Urs Amman un premier compilateur pour le CDC 6600 de l'EPF de Zurich, et en donne le code source à qui le lui demande, en particulier à l'université Laval.
De 1972 à 1974, il met au point le PCode, un code intermédiaire généré par un compilateur (Pascal) indépendant de la machine, et exécutable sur n'importe quelle machine dotée de l'interpréteur adéquat. Cette stratégie facilite le portage des compilateurs (par exemple, sur l'Iris 80 par l'INRIA).
Ce P-code sera la base du Pascal UCSD, de l'université de Californie à San Diego. Le principe en sera repris par Java puis Matlab.
De 1973 à 1976, il travaille sur le langage Modula, un dérivé de Pascal permettant d'écrire un système d'exploitation complet.

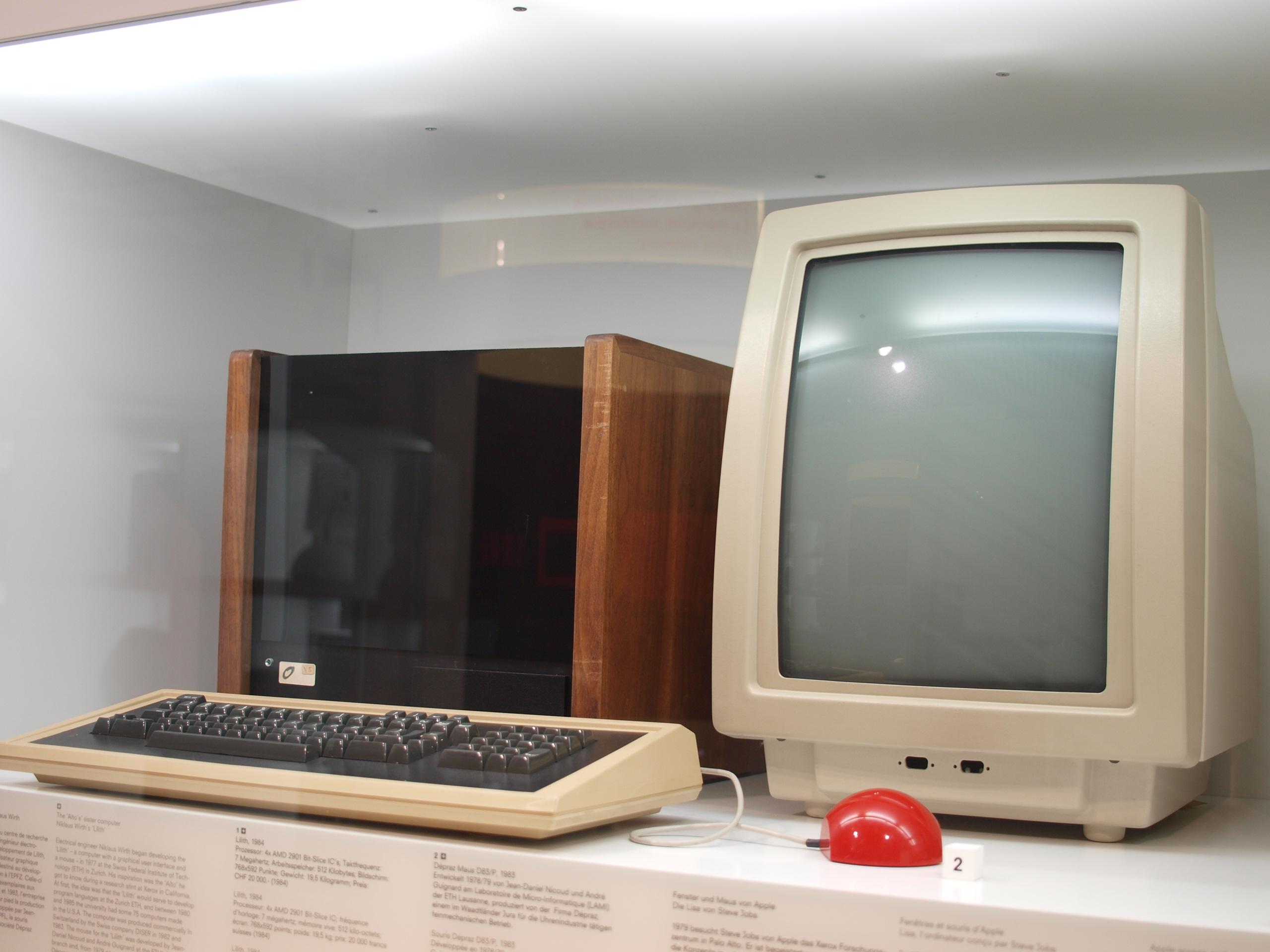
Machine Lilith de Niklaus Wirth.

De 1977 à 1981, il travaille sur le projet d'une station de travail puissante nommée Lilith. Dans le même temps, il met au point la deuxième version de Modula, Modula-2 qui est aussi le langage du système d'exploitation destiné à la machine Lilith, et pour lequel il définit un M-code. La distinction claire entre modules symboliques et modules systèmes apporte fiabilité et portabilité aux grosses applications.
En 1988, il met au point le langage Oberon, un dérivé de Modula avec la notion d'export des procédures. Une procédure est utilisable par n'importe quel programme. Comme Modula-2, Oberon comprend un système d'exploitation complet.

## A propos de l'optimisation des ordinateurs
En 1992, il écrit dans le manuel du système Oberon qu'en dépit de la loi de Moore selon laquelle la puissance des semi-conducteurs double tous les deux ans, les logiciels tendent à grossir et à perdre de l'optimisation au même rythme. En 1995, il formalise ce principe qui sera connu sous le nom de loi de Wirth qui veut qu'en dépit d'incessants progrès matériels, logiciel lui tend à s'alourdir et ralentir. 

En 2013, âgé de 79 ans, Wirth a produit une nouvelle version d’Oberon, allant jusqu’à fabriquer son propre microprocesseur sur la base de circuits FPGA.
En 1995, Wirth a publié un plaidoyer pour le logiciel frugal, bien avant que l'on parle d'obsolescence programmée. Il y explique les origines de la loi de Wirth, et dénonce la tendance qu'ont les auteurs de logiciels à fréquemment y ajouter de nombreuses fonctionnalités inutiles afin que l'on soit obligé d'en acheter régulièrement de nouvelles versions, plus lourdes, plus énergivores et nécessitant de jeter des matériels fonctionnant pourtant encore très bien.

## Publications
- (en) avec J. W. Wells et E. H. Satterthwaite, The PL360 system, Stanford, Stanford University, 1968.
- (en) Introduction à la programmation systématique  (trad. Olivier Lecarme), Paris, Masson, 1977.
- (en) avec K. Jensen (trad. Ph. Kruchten et J. A. Hernandez), PASCAL : manuel de l'utilisateur, Paris, Eyrolles, 1980
- (en) Programmer en Modula-2, Lausanne, Presses Polytechniques Romandes, 1985.
- (en) Algorithmes et structures de données  (trad. J. A. Hernandez et Ph. Kruchten), Paris, Eyrolles, 1987, 2e éd..
- (en) avec M. Reiser, Programming in Oberon : steps beyond Pascal and Modula, Addison-Wesley, 1992.
- (en) avec N. Wirth, Jurg Gutknecht, Project OBERON : the design of an operating system and compilerm, NY, ACM press, 1992.
- (en) Digital circuit design for computer science students : an introductory textbook, Berlin, Springer, 1995.
- (en) Compiler construction, Harlow, Addison-Wesley, 1996.